# 格盧博科耶湖 (奧斯塔什科夫區)
57°6′19″N 32°50′12″E / 57.10528°N 32.83667°E
格盧博科耶湖（俄语：Глубокое озеро），是俄羅斯的湖泊，位於該國西北部特維爾州，由奧斯塔什科夫區負責管轄，長5.6公里、寬2.1公里，面積6.5平方公里，海拔高度224米，集水區面積58.2平方公里。